# José Hilario López
José Hilario López Valdés (Popayán, 18 febbraio 1798 – Neiva, 27 novembre 1869) è stato un politico colombiano.
Alleato di José María Obando, fu deputato e ministro liberale e ambasciatore nello Stato Pontificio nel 1836.
Presidente della repubblica di Nueva Granada - stato costituito nel XIX secolo nell'attuale Colombia - dal 1849 al 1853, abolì la pena capitale e stabilì il suffragio universale.

## Biografia[1]
Nacque il 18 febbraio 1798 da José Casimiro López Hurtado e Rafaela Valdés Fernández de Córdoba; la donna, rimasta in seguito vedova, impazzì dal dolore costringendo José Félix Restrepo a prendere lui ed i fratelli sotto la sua tutela.
Iscritto al Seminario, parve essere uno studente scapestrato, che "preferiva i piaceri del campo".

## Carriera militare
Nel 1812, all'età di 14 anni, si unì all'esercito indipendentista guidato da José María Cabal, e successivamente passò sotto il comando del patriota Antonio Nariño, che lo portò con sé nella sua campagna nel sud della Nuova Granada.
Il 29 giugno 1816 venne catturato durante la battaglia di Cuchilla del Tambo, in seguito alla quale subì una condanna alla pena di morte per fucilazione, avendo rifiutato lo stato di prigioniero. All'ultimo momento la pena venne annullata, e venne liberato a Bogotà, dove ebbe l'opportunità di conoscere la rivoluzionaria Policarpa Salavarrieta ed il fratello Almeyda.
In seguito ad un tentativo fallito di insurrezione organizzato con la Salavarrieta, alla cui fucilazione venne costretto ad assistere, ed una tentata fuga con il fratello Laureano, López si spostò in Venezuela per lottare al fianco dell'indipendentista José Antonio Páez.
Già nel 1822 il vicecapo dell'insurrezione Francisco de Paula Santander lo nominò Capo Militare della provincia di Cauca, per poi salire di grado a colonnello due anni più tardi. Nel 1826 era diventato parte dello Stato Maggiore del Cauca.
Nel 1827 collaborò con il generale Juan José Flores per risolvere le tendenze secessionistiche della provincia del Guayaquil.
Da subito contrario al regime dittatoriale del Libertador Simón Bolívar, organizzò nello stesso anno uno scontro interno assieme al colonnello José María Obando; la guerra armata ebbe come culmine la battaglia de La Ladera, nella quale riuscirono a sconfiggere il governatore Tomás Cipriano Mosquera, e poco tempo dopo venne dichiarata la tregua a Juanambú.
Accettò l'elezione di Mosquera alla Presidenza del Paese, ma insorse di nuovo quando il generale Rafael Urdaneta prese il controllo con le armi del Governo. Occupando gran parte del sud dello Stato, fu determinante per la resa di Urdaneta e per la firma dell'Accordo di Apulo, il 28 aprile 1831.
Nel '32, sotto il governo di Santander, venne nominato Capo Militare di Bogotà, mentre nel '36 fu ambasciatore dello Stato Pontificio.

## Carriera politica
Nel 1834 venne nominato Governatore di Cartagena.

### Presidenza della Repubblica
Appartenente alla corrente politica liberale, il 7 marzo 1849 venne eletto Presidente della Repubblica della Nuova Granada. Secondo la versione dell'opposizione conservatrice, il successo elettorale di López era dovuto ad una serie di minacce da parte liberale a legislatori che avrebbero dovuto gestire le elezioni. Un aneddoto parla di come il conservatore Mariano Ospina Rodríguez, al momento del voto, giusitifcò la propria scelta con la volontà di evitare eventuali assassinii dei legislatori.
In linea con il suo pensiero, seguì una politica prevalentemente liberale, imperniata sullo sviluppo sociale ed economico. Promulgò la divisione tra Stato e Chiesa Cattolica, emanò una legge agraria e promosse la libertà di espressione. Fu un sostenitore della federalizzazione della Nuova Granada; le sue riforme gettarono le basi per il suffragio universale nei territori dell'odierna Colombia.
Il suo contributo più rilevante fu l'abolizione della schiavitù, che gli valse tensioni interne con il partito conservatore, al punto da scatenare una guerra civile, appoggiata dal poeta Julio Arboleda Pombo, conosciuta come la Guerra del '51. 
Gli fruttarono tensioni con il proprio partito l'espulsione dei Gesuiti dal territorio nazionale nel 1850 e la dissoluzione delle riserve indigene e dei relativi divieti di compravendita.
Nel 1853 terminò il suo mandato, lasciando la carica a José María Obando.

### Post-mandato
La sua politica economica liberalista implementò l'idea di libero scambio all'esterno del Paese, generando pesanti scontri con i sostenitori conservatori del protezionismo. Le tensioni sfociarono nella Guerra civile del 1854, conosciuta anche come Guerra degli artigiani: López contribuì alla vittoria della fazione liberale-costituzionale della Nuova Granada, sconfiggendo i ribelli e portando alla deposizione del ribelle José María Melo.
Pochi anni più tardi, un ulteriore conflitto interno interessò la Nuova Granada, vedendo schierati il partito conservatore, più propendente ad un governo centralizzato, e quello liberale più federalista. Durante la Guerra de las Soberanías (lett. "Guerra delle Sovranità"), dal 1860 al 1862, López militò nello schieramento liberale, vincendo. In seguito ai fatti ottenne la presidenza di Tolima.
Nel '65 tentò la candidatura alla Presidenza degli Stati Uniti di Colombia, venendo però sconfitto da Tomás Cipriano Mosquera.
L'ultimo incarico risale al 1867, quando venne nominato Capo dell'Esercito nel nuovo governo di Santos Acosta, fautore del colpo di Stato ai danni della dittatura di Mosquera. 

## Opere
- Memorias, autobiografia di José Hilario López, 1857[7]